# 주한 탄자니아 대사관
주한 탄자니아 대사관(스와힐리어: Ubalozi wa Tanzania nchini Korea, 영어: Embassy of Tanzania in Korea)은 대한민국 서울특별시 중구 퇴계로 97 고려대연각타워 11층에 위치하고 있는 탄자니아 대사관이다. 현직 주한 탄자니아 대사는 토골라니 에드리스 마부라이다.

## 역사
탄자니아는 조선민주주의인민공화국과의 우호적인 관계 때문에 오랫동안 대한민국과 미수교 상태로 있었다가 1992년 4월 29일에 공식으로 수교하였다. 대한민국 정부는 1992년 10월 21일에 탄자니아 다르에스살람에 주탄자니아 대한민국 대사관을 설립했다. 탄자니아 정부는 대한민국과 수교한 이후에 한동안 주일본 탄자니아 대사관에서 대한민국과 관련된 외교 임무를 겸임했다. 2018년 1월 31일에 서울특별시 용산구에 주한 탄자니아 대사관이 개설되었다.

## 주요 업무
주요 업무는 대한민국 정부와의 외교, 교섭, 투자 유치 활동, 대한민국 거주 탄자니아 국민의 보호 육성, 외교 정책 홍보, 문화, 학술, 체육 협력, 여권, 입국 사증 발급 및 영사 확인 업무 등이다.

## 같이 보기
- 탄자니아의 재외공관 목록
- 주탄자니아 대한민국 대사관
- 대한민국 주재 외국공관 목록
- 대한민국-탄자니아 관계